# FeestDJRuud
FeestDJRuud, de artiestennaam van Rudolf (Ruud) Geurts (Belfeld, 28 april 1986), is een Nederlandse dj. Hij werd bekend door nummers als Gas op die lollie en Weekend.

## Biografie
Geurts groeide op in Belfeld. Op zijn veertiende begon hij samen met zijn oudere broer plaatjes te draaien. Vanaf zijn zestiende deed hij dat op schoolfeestjes en daarna vanaf zijn achttiende in cafés in Breda. Geurts studeerde Leisure Management aan de NHTV. Zijn artiestennaam was aanvankelijk NudyRudy, maar later maakten zijn vrienden er FeestDJRuud van.
In mei 2016 maakte Geurts in de Coen en Sander Show bekend dat hij aan het einde van dat jaar zou stoppen als dj. Het afscheidsconcert van 10 december 2016 in de Heineken Music Hall was binnen een week uitverkocht, waarna de dj een extra show op 9 december 2016 aankondigde. Daags na zijn afscheidsconcert werd officieel bekendgemaakt dat Geurts niet zou stoppen met het maken van muziek. Hij vervolgde zijn carrière onder de naam DOLF (van 2016 tot en met 2021), waarmee hij het feestgenre achter zich zou laten.
Op 15 april 2019 kondigde hij een comeback aan en pakte hij het optreden in discotheken en op festivals weer op. Na zijn afscheid als FeestDJRuud bleven de verzoeken voor optredens namelijk binnenkomen. Daarnaast bleven de streamingscijfers aanhouden. Ook begon hij weer met het uitbrengen van nieuwe muziek.

## Discografie

### Singles
| Single met eventuele hitnotering(en) in de Nederlandse Top 40 | Datum van verschijnen | Datum van binnenkomst | Hoogste positie | Aantal weken | Opmerkingen                                                         |
| ------------------------------------------------------------- | --------------------- | --------------------- | --------------- | ------------ | ------------------------------------------------------------------- |
| Gas op die lollie                                             | 2012                  |                       |                 |              | Nr. 52 in de Single Top 100                                         |
| Door tot het einde!                                           | 2013                  |                       |                 |              | Nr. 41 in de Single Top 100                                         |
| Weekend                                                       | 05-07-2013            |                       | tip11           |              | met Dirtcaps, Sjaak & Kraantje Pappie / Nr. 69 in de Single Top 100 |